# 多布里夫利亞尼
49°26′7″N 23°33′58″E / 49.43528°N 23.56611°E
多布里夫利亞尼（烏克蘭語：Добрівляни），是烏克蘭的村落，位於該國西部利沃夫州，由德羅霍貝奇區負責管轄，始建於1860年，面積15.04平方公里，人口1,249，人口密度每平方公里84.24人。